# Juan de Araoz y Caro
Juan De Araoz y Caro (Carmona, Sevilla, 22 de noviembre de 1728 - La Habana, 29 de noviembre de 1806) fue un destacado militar español. Teniente general de la Real Armada, señor de la Villa de Bormujos y comendador de Ares del Maestre (Castellón) en la Orden de Santa María de Montesa, Gran Cruz de la Orden de Carlos III.

## Biografía

### Familia
Sus padres fueron José de Araoz y Sirman y Gabriela Caro García de Segovia. Hijo único. Su familia estaba emparentada con destacadas casas de la nobleza sevillana, tales como el Marquesado del Moscoso y los Condados de Castellar y Villapineda y de la Familia De Araoz, Condado de Oñate en Guipúzcoa, donde originalmente surge el apellido De Araoz, y que por primera vez aparece escrito, en la persona de un antepasado llamado también Juan De Araoz(1503)

### Entrada en la Real Armada
El día 1 de diciembre de 1746 ingresa en la Real Armada en Cádiz realizando los estudios propios de la carrera, comenzando así una meteórica carrera. Entre 1757 y 1763 ya como capitán de fragata emprende diferentes acciones marítimas en que fue llamado "el libertador", tras recuperar varias embarcaciones españolas apresadas por los argelinos cuando eran conducidas a los puertos de Berberia.

### Tareas diplomáticas
En 1767 el marqués de  Grimaldi le encomienda el mando de una división de jabeques, con la misión especial de transportar a los embajadores de España (encabezados por su compañero Jorge Juan y Santacilia) y Marruecos hasta la ciudad de Tetuán. Fruto de esta misión diplomática fue el Tratado de Paz con el Reino Alauita de 1767, por el que este país accedía a dejar pescar en sus aguas y utilizar sus puertos a cambio de poder asimismo utilizar los puertos españoles. También España consiguió ampliar los territorios de Ceuta, Melilla y Vélez de la Gomera, pero sin determinar unos límites precisos. 
En 1774 tras el reconocimiento de sus dotes conciliadoras la Corona le encomendó otra delicada misión diplomática en el archipiélago de las Filipinas. Esta consistía en evitar el acoso por parte de los holandeses a los buques españoles. Tras un reconocido éxito, a su regreso, es promovido al empleo de capitán de navío en 1775.

### Acciones de Guerra

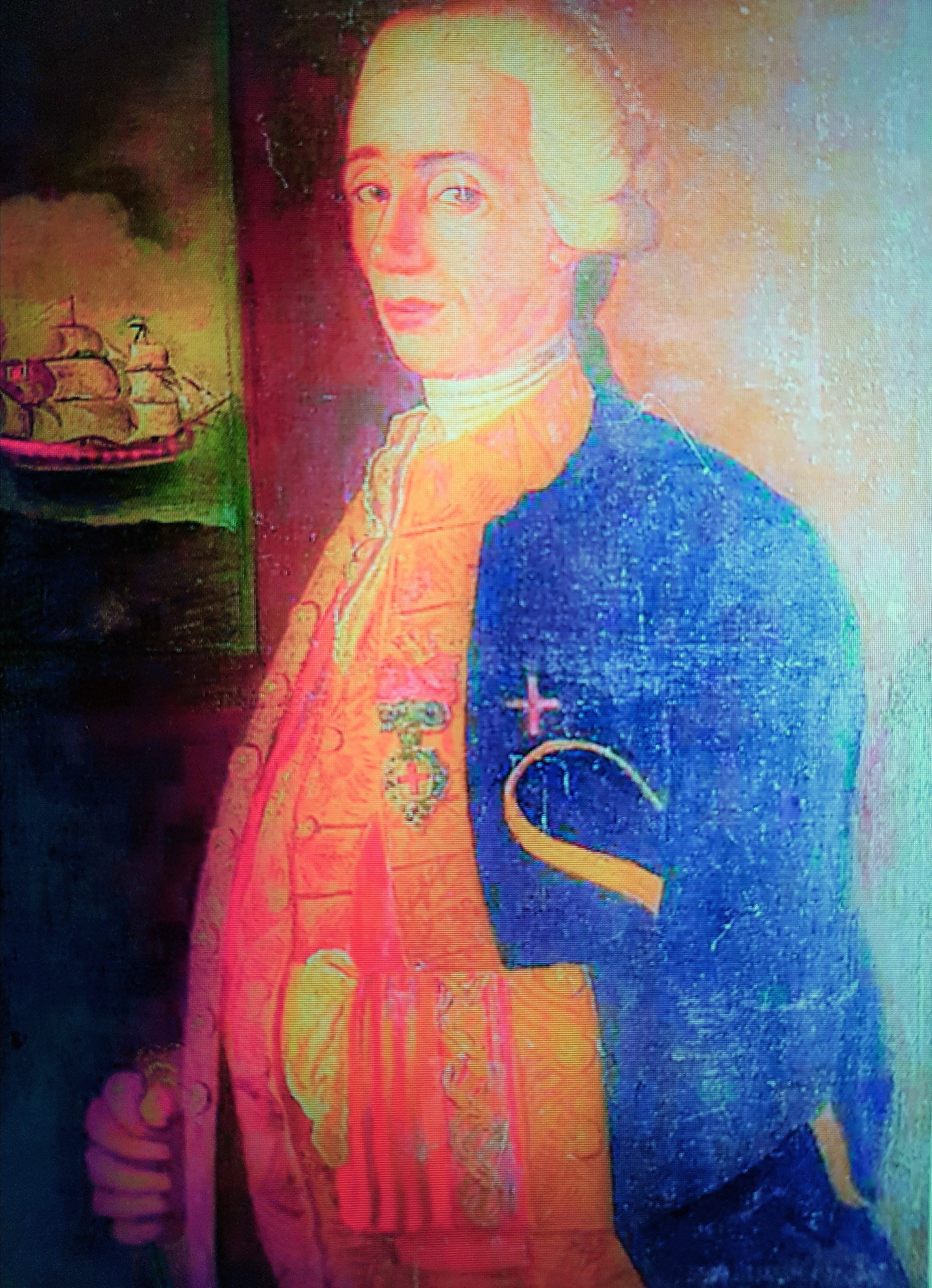
Juan Araoz y Caro con uniforme de brigadier y venera de la Orden de Montesa, en 1780. Al fondo se ve el navío de línea de 74 cañones San Lorenzo.

En febrero de 1776, en el transcurso de la guerra con Portugal le es conferido el mando del navío de línea Oriente, al mismo tiempo que en América la Armada Española tomaba Santa Catarina y Colonia del Sacramento, antes de la Paz del Tratado de San Ildefonso, en 1777, realizó en el área peninsular distintas misiones entre las que destaca una arriesgada entrada en Lisboa para mostrar pabellón.
Carlos III le encargó a continuación volver a combatir la piratería que asolaba a las costas del mediterráneo de Su Majestad Católica como comandante de una división compuesta por dos fragatas de guerra y cuatro jabeques. En esta misión tuvo un famoso enfrentamiento en 1779 con un grupo de buques corsarios en aguas de Tánger a los que hostiga a lo largo de las costas africanas, destruyendo algunos y capturando otros, dejando los mares limpios de corsarios argelinos. En premio a esta acción de guerra recibe de Carlos III la Encomienda de Ares del Maestre en la Orden de Montesa, siendo asimismo recompensados los oficiales bajo su cargo con un ascenso general.
En el contexto de la guerra anglo-española (1779-1783), participó a bordo del navío de línea de 74 cañones San Lorenzo en varias acciones de guerra, que fueron objeto de reconocimiento. Primero, tras su participación en el sitio de Gibraltar y en la batalla del Cabo de San Vicente fue ascendido a brigadier de la Real Armada en 1780 y después tras su actuación en la batalla del Cabo Espartel a jefe de Escuadra en 1783.
En 1785, su antiguo compañero Antonio de Córdova en la expedición científica para reconocer la Patagonia y el estrecho de Magallanes bautizo en su honor a la "bahía De Araoz" en la actual Chile.

### Época Americana

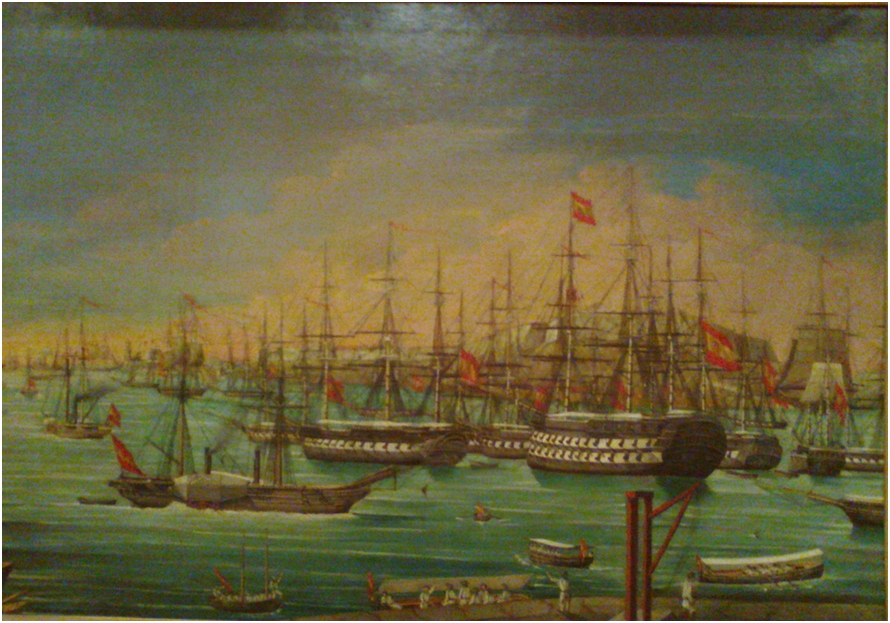
Escuadra del Apostadero de La Habana, 1850.

En 1788 es promovido al empleo de teniente general de la Armada e inmediatamente después inicia en América la última fase de su carrera militar, al ser nombrado comandante general del Apostadero de La Habana.

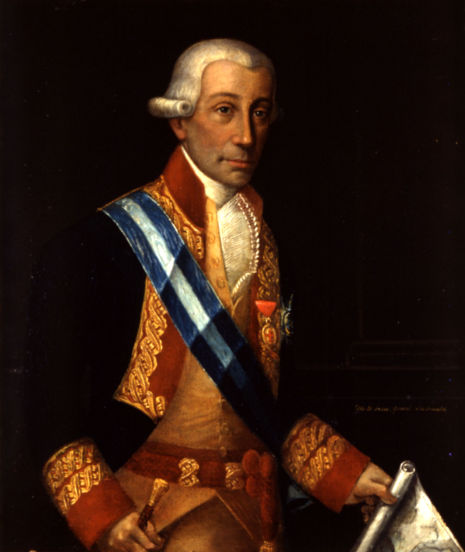
Juan de Araoz y Caro. Cuba, 1805, con uniforme de teniente general y capitán general honorario del Departamento de la Habana, luciendo la banda y placa de la Real Orden de Carlos III. Museo Naval de Madrid.

En 1792 hubo de enviar socorros a la Isla de Santo Domingo durante el conflicto de la Revolución de Haití, así como coordinar en 1793 con Gabriel de Aristizábal tanto la intendencia y auxilio a las dotaciones, como las reparaciones y avituallamientos de los barcos desplegados por España en aquel conflicto.
En 1796, tras el abandono español de la isla de Santo Domingo, recibió personalmente en La Habana los restos del almirante Cristóbal Colón, para que seguidamente reposaran en su catedral.
Tras conocer los intentos británicos de apoderarse de la isla de Puerto Rico, se apresto a organizar su defensa, frustrando el ataque a San Juan, repeliendo la invasión iniciada por las tropas británicas en la playa del Cangrejo en 1797.
También hizo gala de nuevo de sus dotes diplomáticas para acabar con los ataques ingleses que sufrían la costa norte de la isla de Cuba desde las islas de Providencia.
Realizó cuantiosas mejoras en los astilleros de La Habana y en sus muelles, incluso ofició que se empedraran las calles de esta ciudad. Entre otras muchas labores cercó el astillero, creó un hospital en su interior y como dato curioso, fue pionero en dotar de cadenas eléctricas y pararrayos a todos los edificios de la marina, así como a todas las embarcaciones de guerra.
Tras alcanzar el número 1 del escalafón de los tenientes generales de la Armada Española a partir de 1803, llegó a ser capitán general Honorario del Departamento. asimismo, en 1805 el rey Carlos IV le otorgó la Gran Cruz de la Orden de Carlos III.
Tras abandonar el cargo a comienzos de 1806 el transcurso de la guerra anglo-española (1804-1809) le impidió regresar a la península, falleciendo en La Habana el 29 de noviembre de ese mismo año, siendo allí recordado por las numerosas obras pías y de desarrollo público que sufragó a su costa.